# Karveel (scheepstype)

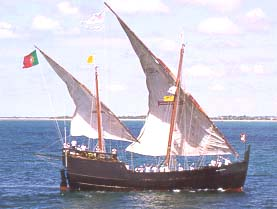
Een Latijns getuigd karveel, Caravela Latina

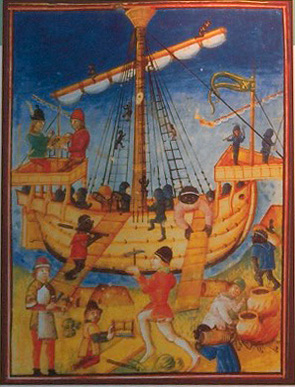
Karveel op een tekening in het Museum Forte da Ponta da Bandeira; Lagos, Portugal.

Het karveel was een gladboordig scheepstype dat is ontstaan uit een ander scheepstype, de hulk. Hoewel karveelbouw staat voor gladboordige schepen, was niet elk gladboordig schip een karveel.
De naam wordt wel gebruikt als vertaling voor caravela, een snel zeilschip (handelsschip) uit Portugal, maar dit is niet hetzelfde scheepstype. De Portugese caravela diende om handel te drijven met Noord-Afrika en werd in oorsprong gebruikt om kust en rivieren van de Bissagos-archipel van Guinee-Bissau te koloniseren. Het meest noordelijke eiland van deze archipel heeft de naam Caravela.
De naam carabela/caravela werd voor het eerst genoemd in 1255, in een charter van Alfons III. De term duidde toen op een Portugees scheepje voor kustvisserij, vooral courant in de Algarve.
Het belangrijkste kenmerk van een karveel als schip is echter de plaats van de mast, op één derde van de voorsteven, waar het schip ook zijn grootste breedte heeft. Dit in tegenstelling tot eerdere types van zowel noordelijke als mediterrane oorsprong. Hierdoor was het niet alleen sneller, maar ook zeewaardiger. Het had tevens meer ruimte voor vracht.
Later werd het karveel niet alleen groter gebouwd, maar kreeg het in verband met de handelbaarheid ook drie masten. Deze konden zowel dwars- als Latijngetuigd zijn. Bij de caravela redonda was de fokkenmast met razeilen getuigd en de andere masten met latijnzeilen. De caravela latina was met alleen latijnzeilen getuigd.
Twee van de drie schepen waarmee Christoffel Columbus naar de nieuwe wereld voer (1492), de Niña en de Pinta, waren dergelijke caravelas.

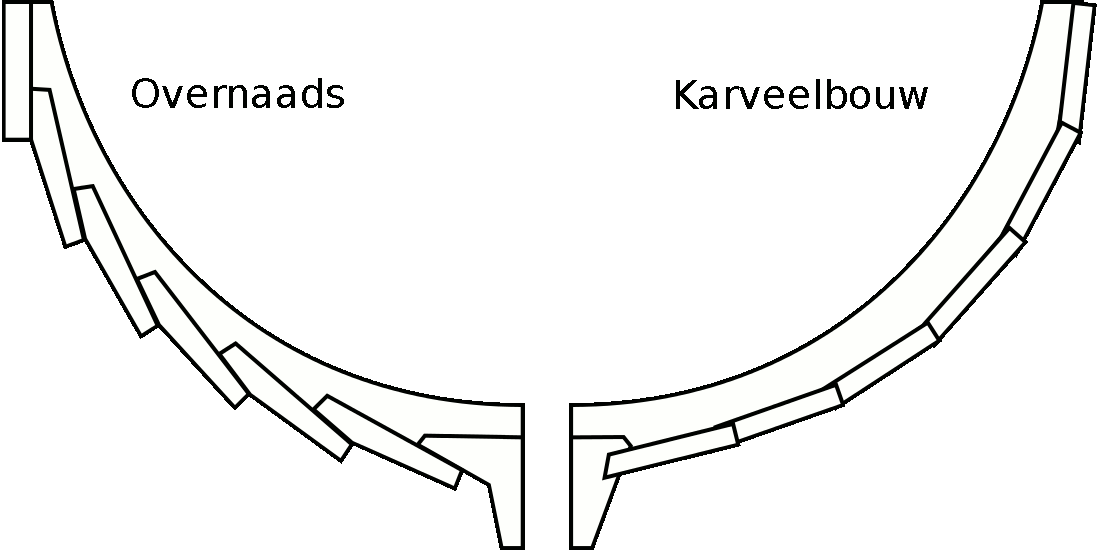
De rechterkant laat karveelbouw zien. (Links is overnaads.)

## Karveelbouw
De term karveelbouw betekent dat deze niet overnaads of dakpansgewijs is gebouwd, maar dat de planken of delen met de zijkanten stuitend tegen elkaar zijn geplaatst, gladboordig.
De karveelbouwwijze was al vroeg bekend in het Chinese keizerrijk, in het oude Egyptische rijk en bij de Feniciërs. In de Middeleeuwen was deze bouwwijze algemeen in het Middellandse Zeegebied en vandaar uit verspreidde ze zich via Zuid-Europa naar het noorden.
In de vroege Middeleeuwen was deze werkwijze wel bekend in de noordelijke landen, maar werd ze alleen toegepast bij de platbodemscheepjes en dan met name nog voor de bodem of de kielplanken.